# (23248) Batchelor
Pour les articles homonymes, voir Batchelor.
(23248) Batchelor est un astéroïde de la ceinture principale d'astéroïdes.

## Description
(23248) Batchelor est un astéroïde de la ceinture principale d'astéroïdes. Il fut découvert le 25 novembre 2000 à Socorro (Nouveau-Mexique) par le projet LINEAR. Il présente une orbite caractérisée par un demi-grand axe de 2,53 UA, une excentricité de 0,11 et une inclinaison de 9,5° par rapport à l'écliptique.

## Compléments